# Cebrio guyonii
Cebrio guyonii is een keversoort uit de familie Cebrionidae. De wetenschappelijke naam van de soort is voor het eerst geldig gepubliceerd in 1844 door Guerin-Meneville.